# Mushroom Jazz
Mushroom Jazz – seria siedmiu kompilacji muzycznych wydanych w latach 1996–2010 przez amerykańskiego DJ-a i producenta o nazwisku Mark Farina. Połączył on ze sobą elementy muzyki downtempo, jazz, hip-hop i R&B.
Na wszystkich siedmiu albumach zaprezentowano szeroki wachlarz artystów takich jak: Chali 2na, Miguel Migs, People Under The Stairs, Colossus, Pete Rock, oraz własne, oryginalne kompozycje Marka Fariny.
Najnowszy album z serii został wydany 9 listopada 2010.

## Część 1 (1996)
1. "Bosha Nova" - Mr. Electric Triangle
2. "Remember Me" - Blue Boy
3. "Get This" - Groove Nation
4. "Pick Me Up" - Deadbeats feat. Isi Samuel
5. "Gibby Music" - Apollo Grooves
6. "Midnight Calling" - Naked Funk feat. Valerie Etienne
7. "Midnight Calling" (Fly Amanita Remix) - Mark Farina
8. "If We Lose Our Way" - Paul Johnson
9. "In Hale" - Hydroponic Groove Sessions
10. "Warm Chill" - Julius Papp
11. "Music Use It" - Lalomie Washburn
12. "Longevity" - J-Live

## Część 2 (1998)
1. "Then Came You" - Euphonic feat. Kevin Yost
2. "Sandworms" - Andy Caldwell vs. Darkhorse
3. "Piano Grand" - Tony D
4. "That Time of Day (Again)" - Jaywalkers
5. "Poppy's Song" - Big Muff
6. "Made in the Shade" - Deadbeats
7. "Cutee" - Spacehopper
8. "Make ME Happy" (DJ Spinna Original Mix) - Cooly's Hot Box
9. "If I Fall" (Jay's Urban Dub) - Naked Music NYC
10. "How Sweet It Is" - Mr Scruff feat. Mark Rae
11. "Liquid" (Instrumental) - L-Fudge
12. "Sunday Night" - DJ Migs
13. "Lyrics and Vibes" - Smoke No Bones
14. "Un Pépé Dans La Dentelle" - Pépé Bradock
15. Hidden track

## Część 3 (2001)
1. "California Suite" (Vagabond Mix) - King Kooba
2. "De La Bass (Mousse T's Def Mix) (Instrumental)" - Raw Instinct
3. "Vibrate" - The Basement Khemist
4. "De La Bass (Mousse T's Def Mix) (Vocal)" - Raw Instinct
5. "Relax Your Mind" - DJ Presto
6. "Taste of Funk" - Mateo & Matos
7. "Dedicated" - Dynamic Syncopation
8. "Do It" - Daddy's Favourite
9. "Flirtation" - Herb Alpert
10. "Collage" - Urban Backcountry
11. "Jazz Cop" (Mix: LP Version) - Gripper
12. "Schooled in the Trade" - People Under The Stairs
13. "Seven Steps Behind" - Polyrhythm Addicts
14. "Trackrunners" - Unspoken Heard
15. "Do It" (Instrumental) - Mountain Brothers
16. "Rock Box" (Instrumental) - Que D
17. "Sneakin'" - Jafa
18. "Streamline" - Slide 5
19. "Philadelphia" - Bahamadia

## Część 4 (2002)
1. "A Little Soul" (Petestrumental) - Pete Rock
2. "Hot Bananas" - Scienz of Life
3. "Suite for Beaver, Pt. 1" - People Under The Stairs
4. "Truth In Position" - Maspyke
5. "Chicago Babe" - Trankilou
6. "Wiggle and Giggle" - Joshua
7. "Shoplif" (Instrumental) - Ripshop feat. Mr Lif
8. "Keep You Head Up" - Laurne'a
9. "Original Beats" - DJ Slave
10. "No" - Fat Jon
11. "Mellow Soul Fruit" - Wick Wack
12. "Listen" - Benny Blanko
13. "Phone Tap" - Bernal Boogie
14. "Irreconcilable" - Sub-Conscious
15. "Seems to Know" - Julius Papp & Dave Warrin
16. "Find Yourself" - Spacehopper
17. "Seven Days" - Tek 9
18. "Big Fish" - Dubble D
19. "Bath Music" - Greyboy

## Część 5 (2005)
1. "Afros in Ya" - J Boogie's Dubtronic Science
2. "The Tribute" - Colossus
3. "Autumn's Evening Breeze" - The Sound Providers
4. "Comin' Thru" - DJ Nu-Mark feat. Chali 2na
5. "Come Down" - Red Astaire
6. "Flow" (Fluid Instrumental Mix) - Zion I
7. "Nostalgia" - DJ Spinna
8. "Cali Spaces" (Original Mix) - Mark Farina
9. "Funky For You" - Blu Bizness
10. "Puttin' In Work" (Instrumental) - Wee Bee Foolish
11. "Hollywood" - DJ Dez
12. "Music Makes The World Go Round" - Jazz Liberatorz
13. "Maintain" (Instrumental) - Strange Fruit Project
14. "Back In '92" (Instrumental) - DJ Presto feat. Lowd
15. "You Like My Style" - Shortie No Mass
16. "Here's The Proof" - The Earl
17. "Modern Women's Short Stories" - Jonny Alpha
18. "The Kick Clap" (Instrumental) - Starving Artists Crew
19. "It's A Love Thing" (Instrumental) - Pete Rock
20. "The Yacht Club" - Thes One
21. "Nic's Groove" - The Foreign Exchange

## Część 6 (2008)
1. "This Beat" - The Jazzual Suspects
2. "Fool's Competition" - Smooth Current
3. "Baaaby" - Ta'Raach
4. "Groovin'" - Kero One
5. "Jamal 141" - Jamal
6. "Dopebeatz" - Colossus
7. "Calm Down (Instrumental)" - Brawdcast
8. "Alive (Instrumental)" - J Boogie's Dubtronic Science feat. Crown City Rockers
9. "Scene #2 (Instrumental)" - Gagle
10. "Just Checkin' (J's Stripped Down Instrumental)" - Uneaq
11. "The What" - Colossus
12. "Bodysnatchin' (On The Isle) (Instrumental)" - Rubberoom
13. "Wasn't Really Worth My Time" - Flash
14. "Life" - Mark Farina
15. "Ba Dada" - The Jazzual Suspects
16. "16 Untitled 005" - Super Smoky Soul
17. "Way Back When" - Choice37
18. "Transit" - Colossus
19. "Day At The Beach" - J Boogie's Dubtronic Science
20. "Reflections" - Dave Allison

## Część 7 (2010)
1. "Down The Road" - Lurob
2. "Macheeto" - Slakah the Beatchild
3. "Colorblind" - Nathan G
4. "Southern Plumperz'" - Andy Caldwell feat. Rico de Largo
5. "More" - Joshua Heath
6. "It's The Beat" - Tommy Largo
7. "Bad Back" - King Kooba
8. "Introduce (SLAP Mix)" - Colossus
9. "Just Move" - Uneaq
10. "(Never Been To) California" - Jazz Spastiks
11. "Live Forever" - Mark Oakland
12. "Night Time" - Tommy Largo
13. "Please Be Mine" - Derek Dunbar
14. "Walking The Dog" - Giano & Michael Knight
15. "Amber Leaf" - Jazz Spastiks
16. "Stressin'" - The Hue feat. Kissey Asplund
17. "Living For The Rush" - Slakah the Beatchild
18. "All Night" - Billa Qause
19. "Brooklyn's Groove" - Dave Allison